# Carinata kelloggii
Carinata kelloggii är en insektsart som beskrevs av Baker 1923. Carinata kelloggii ingår i släktet Carinata och familjen dvärgstritar. Inga underarter finns listade i Catalogue of Life.